# Amelia Toledo
Amelia Toledo (São Paulo, 7 de diciembre de 1926-São Paulo, 7 de noviembre de 2017) fue una artista plástica y profesora brasileña. Fue pintora, diseñadora, escultora, grabadora y diseñadora de joyas.

## Biografía
En los años 1940 rrabajó en diseño de proyectos en el estudio de Vilanova Artigas uno de los arquitectos más importantes de la historia de São Paulo. 
Se aproximó artísticamente a Anita Malfatti, estudiando pintura con Waldemar da Costa desde 1943 a 1947; y en 1948, con Yoshiya Takaoka. Y João Luís Chaves fue su maestro en grabado en metal. Cursó también en la London County Council Central School of Arts and Crafts.
Como profesora actuó en: Universidad de Brasilia, Fundación Armando Alvares Penteado de São Paulo, Universidad Presbiteriana Mackenzie, Escuela Superior de Diseño Industrial de Río de Janeiro y la Sociedad Nacional de Bellas Artes de Lisboa.
En la vertiente constructiva del arte contemporáneo en la obra de Amelia Toledo se destacan los materiales y fenómenos desde la forma original; la artista crea un sentido propio para el concepto de «arte concreto», a través de una obra en donde la materia, concretamante, se faz representar em forma de jóias, objetos, pinturas, esculturas e instalações; fenômenos como reflexo, transparéncia, peso, medida, densidade... são protagonistas de uma obra multifacetada que tem a simplicidade no seu cerne.
A los 83 años, participó como artista invitada en la 20.ª Bienal Internacional de São Paulo (2010), a pesar de que su obra se desarrolla a contramano del arte contemporáneo actual. También en 2010 la artista recibió el Premio Gobernador del Estado, en São Paulo.

## Obras[8]
- Caleidoscópio, 1999. Módulos en chapa de acero inoxidable, curvados, con diversos acabados: pintados, lijados, y pulidos. Estación Brás (CPTM - Metro), São Paulo

- Paisagem Subterrânea, 1998. Panel de piso con colecciones de granito brasileño instalado en las plataformas de embarque.[9] Estación Arcoverde del Metro, RJ

- Fatia de Horizonte, 1996. Chapa de acero inoxidable pulida y oxidada con granalla

- Caminhos do Oco, obra lúdica, 1982. Arena y fragmentos de caracoles